# Dybynci
Dybynci (ukr. Дибинці) – wieś na Ukrainie, w obwodzie kijowskim, w rejonie obuchowskim, w hromadzie Bohusław. W 2001 liczyła 1154 mieszkańców, spośród których 1133 wskazało jako ojczysty język ukraiński, 19 rosyjski, 1 białoruski, a 1 grecki.